# D.J. Carton
Desi Justice Carton, detto D.J. (Pineville, 5 agosto 2000), è un cestista statunitense, professionista nella NBA con i Toronto Raptors.

## Carriera
Dopo aver trascorso una stagione con gli Ohio State Buckeyes e una con i Marquette Golden Eagles, nel 2021 si dichiara per il Draft NBA, non venendo tuttavia scelto. Inizia quindi la carriera professionistica con i Greensboro Swarm, trasferendosi nel 2022 agli Iowa Wolves; dopo aver iniziato con la squadra di Des Moines anche la stagione successiva, il 21 febbraio 2024 firma un contratto di dieci giorni con i Toronto Raptors, approdando così in NBA.

## Statistiche

### College
| Anno      | Squadra             | PG | PT | MP   | TC%  | 3P%  | TL%  | RP  | AP  | PRP | SP  | PP   |
| --------- | ------------------- | -- | -- | ---- | ---- | ---- | ---- | --- | --- | --- | --- | ---- |
| 2019-2020 | Ohio State Buckeyes | 20 | 3  | 23,9 | 47,7 | 40,0 | 75,9 | 2,8 | 3,0 | 0,7 | 0,4 | 10,4 |
| 2020-2021 | Marquette G. Eagles | 27 | 24 | 31,1 | 44,6 | 28,2 | 74,3 | 4,1 | 3,4 | 1,1 | 0,4 | 13,0 |
| Carriera  | Carriera            | 47 | 27 | 28,0 | 45,7 | 32,2 | 74,8 | 3,5 | 3,2 | 0,9 | 0,4 | 11,9 |

### NBA

#### Regular Season
| Anno      | Squadra         | PG | PT | MP  | TC%  | 3P%  | TL%  | RP  | AP  | PRP | SP  | PP  |
| --------- | --------------- | -- | -- | --- | ---- | ---- | ---- | --- | --- | --- | --- | --- |
| 2023-2024 | Toronto Raptors | 4  | 0  | 9,0 | 37,5 | 25,0 | 80,0 | 1,0 | 0,8 | 0,3 | 0,0 | 2,8 |
| Carriera  | Carriera        | 4  | 0  | 9,0 | 37,5 | 25,0 | 80,0 | 1,0 | 0,8 | 0,3 | 0,0 | 2,8 |

### G League
| Anno      | Squadra       | PG  | PT | MP   | TC%  | 3P%  | TL%  | RP  | AP  | PRP | SP  | PP   |
| --------- | ------------- | --- | -- | ---- | ---- | ---- | ---- | --- | --- | --- | --- | ---- |
| 2021-2022 | Greens. Swarm | 32  | 11 | 22,9 | 46,6 | 27,0 | 76,3 | 3,0 | 2,8 | 0,8 | 0,3 | 9,1  |
| 2022-2023 | Iowa Wolves   | 41  | 23 | 29,6 | 56,2 | 34,4 | 79,3 | 4,3 | 5,5 | 0,9 | 0,6 | 14,5 |
| 2023-2024 | Iowa Wolves   | 29  | 29 | 35,4 | 52,7 | 39,5 | 79,6 | 3,4 | 5,7 | 1,6 | 0,7 | 18,6 |
| Carriera  | Carriera      | 102 | 63 | 29,1 | 52,6 | 34,2 | 78,9 | 3,7 | 4,7 | 1,1 | 0,6 | 14,0 |